# USS Hale (DD-133)
USS Hale (DD–133) là một tàu khu trục thuộc lớp Wickes được Hải quân Hoa Kỳ chế tạo trong giai đoạn Chiến tranh Thế giới thứ nhất. Nó được chuyển cho Hải quân Hoàng Gia Anh Quốc theo Thỏa thuận đổi tàu khu trục lấy căn cứ vào năm 1940 và đổi tên thành HMS Caldwell (I20). Nó là chiếc tàu chiến đầu tiên của Hải quân Hoa Kỳ được đặt tên theo Nghị sĩ tiểu bang Maine Eugene Hale (1836-1916).

## Thiết kế và chế tạo
Hale được đặt lườn vào ngày 7 tháng 10 năm 1918 tại xưởng tàu của hãng Bath Iron Works ở Bath, Maine. Nó được hạ thủy vào ngày 29 tháng 5 năm 1919, được đỡ đầu bởi cô Mary Hale, cháu nghị sĩ Hale, và được đưa ra hoạt động tại Boston vào ngày 12 tháng 6 năm 1919 dưới quyền chỉ huy của Hạm trưởng, Trung tá Hải quân Allan S. Farquhar.

## Lịch sử hoạt động

### USSHale
Hale gia nhập Hải đội Khu trục 3 trực thuộc Hạm đội Đại Tây Dương, và sau khi hoàn tất thực tập huấn luyện đã khởi hành vào ngày 11 tháng 7 năm 1919 hướng sang Châu Âu. Trong chuyến đi này, nó viếng thăm hữu nghị các cảng tại và Địa Trung Hải, trợ giúp vào việc thực thi thỏa thuận Đình chiến với Áo vào tháng 10, và gia nhập lực lượng Hải quân Mỹ tại vùng biển Thổ Nhĩ Kỳ. Nó làm nhiệm vụ chuyên chở người tị nạn, luân chuyển sĩ quan và chở hàng hóa giữa các cảng Hy Lạp, Bulgaria, và Nga, phô trương lực lượng tại khu vực Địa Trung Hải và vùng Balkan. Nó quay trở về Philadelphia vào ngày 31 tháng 3 năm 1920, tiếp tục các hoạt động huấn luyện và thực tập thường lệ dọc theo vùng bờ Đông Hoa Kỳ. Hale được cho xuất biên chế tại Philadelphia vào ngày 22 tháng 6 năm 1922 và nằm trong thành phần dự bị cho đến ngày 1 tháng 5 năm 1930, khi nó được cho nhập biên chế trở lại.
Rời Philadelphia vào ngày 15 tháng 5, Hale tham gia các hoạt động huấn luyện ôn tập, rồi thực hành sẵn sàng tác chiến tại vùng bờ Đông. Nó tham gia các cuộc cơ động của Hạm đội Tuần tiễu vào đầu năm 1931 tại vùng biển Caribe, và đã đi San Diego đến ngang qua kênh đào Panama vào ngày 4 tháng 4 năm 1931. Trong những năm tiếp theo, nó tham gia các cuộc cơ động của Lực lượng Chiến trận dọc theo bờ biển California, trải qua hầu hết thời gian hoàn thiện kỹ thuật của tàu sân bay hiện đại cùng với các chiếc Saratoga và Lexington.Một lần nữa chiếc tàu khu trục lại được cho xuất biên chế tại San Diego vào ngày 9 tháng 4 năm 1937.
Hale nhập biên chế trở lại tại San Diego vào ngày 30 tháng 9 năm 1939, vào lúc tình hình thế giới trở nên căng thẳng cả ở hai phía đại dương, và đã khởi hành vào ngày 25 tháng 11 cho hoạt động Tuần tra Trung lập tại vùng biển Caribe. Căn cứ của nó được chuyển đến Galveston vào ngày 22 tháng 2 năm 1940, và sau đó đến Key West, Florida, nhưng con tàu tiếp tục hoạt động tuần tra tại vùng biển Caribe và vịnh Mexico. Tại Philadelphia, vào ngày 1 tháng 9 năm 1940, nó được chuẩn bị để bàn giao cho Anh Quốc như một phần của Thỏa thuận đổi tàu khu trục lấy căn cứ. Nó đi đến Halifax, Nova Scotia vào ngày 6 tháng 9 năm 1940 và được cho xuất biên chế khỏi Hải quân Mỹ 3 ngày sau đó. Gia nhập Hải quân Hoàng gia Anh, nó trở thành HMS Caldwell (I20).

### HMSCaldwell-HMCSCaldwell

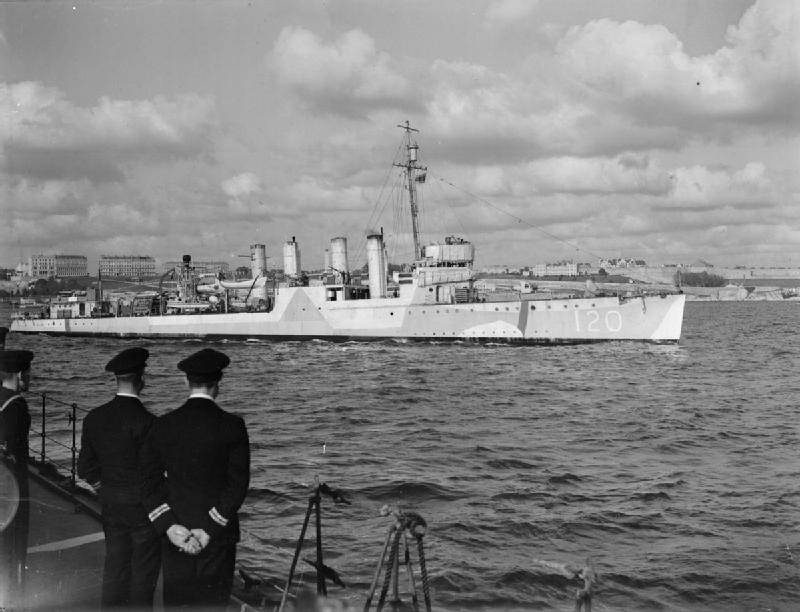
HMS Caldwell phục vụ cùng Hải quân Hoàng gia

Khi phục vụ cùng Hải quân Hoàng gia Anh, được giao nhiệm vụ hộ tống tại khu vực Đại Tây Dương và sau đó tại vùng biển Caribe, trong hoàn cảnh chịu sức ép mạnh mẽ của các tàu ngầm U-boat Đức. Nó gia nhập Hải quân Hoàng gia Canada vào giữa năm 1942, và đang khi trên đường quay về St. John's, Newfoundland vào ngày 18 tháng 12 năm 1942, đã bị hư hại nặng do một cơn cuồng phong lớn. Caldwell hỏng máy và trôi dạt giữa biển cho đến khi được chiếc Wanderer tìm thấy vào ngày 21 tháng 12. Nó được kéo quay về St. John’s và sau đó là đến Boston. Sẵn sàng để ra khơi trở lại vào tháng 5 năm 1943, nó tiếp tục hoạt động hộ tống vận tải cùng Hải quân Canada cho đến ngày 1 tháng 12, khi nó quay trở về Tyne và được đưa về lực lượng dự bị. Nó được cho tái biên chế trong một thời gian ngắn như là chiếc Yarkey Sabar trước khi bị tháo dỡ vào tháng 9 năm 1944.